# Los Rábanos
{{subst:Infobox ciudad España
Los Rábanos là một đô thị ở tỉnh Soria, Castile và León, Tây Ban Nha. Theo điều tra dân số năm 2004 của INE, đô thị này có dân. Đô thị có diện tích km2.